# ماغنوس كروغ
ماغنوس كروغ (بالنرويجية البوكمول: Magnus Krog)‏ هو متزحلق نوردي مزدوج نرويجي، ولد في 19 مارس 1987 في بورشغرون في النرويج.

## وصلات خارجية
- ماغنوس كروغ على موقع الاتحاد الدولي للتزلج (التزلج النوردي المزدوج) (الإنجليزية)
- ماغنوس كروغ على موقع اللجنة الأولمبية الدولية (الإنجليزية)
- ماغنوس كروغ على موقع أوليمبيديا (الإنجليزية)